# Campeonato Catarinense de Futebol de 2008 - Divisão Principal
A Divisão Principal de 2008 contou com a participação dos 11 clubes que disputaram a edição anterior mais o Atlético Tubarão, vencedor da Divisão de Acesso de 2007. A FCF, após reuniões com os clubes catarinenses decidiu diminuir o número de participantes do torneio para 10 em 2009, aumentando o número de rebaixados de dois para três e diminuindo o número de acessos para um.

## Equipes Participantes
| Equipe        | Município      | Em 2007            | Estádio                             | Títulos                     | Alcunha             |
| ------------- | -------------- | ------------------ | ----------------------------------- | --------------------------- | ------------------- |
| Atlético      | Ibirama        | 3º                 | Baixada                             | ---                         | Capeta              |
| Atlético      | Tubarão        | 1º (Acesso)        | Estádio Domingos Silveira Gonzales  | ---                         | Peixe               |
| Avaí          | Florianópolis  | 4º                 | Ressacada                           | 13 títulos (Último em 1997) | Leão da Ilha        |
| Brusque       | Brusque        | 9º                 | Augusto Bauer                       | 1992                        | Bruscão             |
| Chapecoense   | Chapecó        | Campeã             | Índio Condá                         | 1977, 1996 e 2007           | Furação do Oeste    |
| Criciúma      | Criciúma       | 2º                 | Heriberto Hülse*                    | 9 títulos (Último em 2005)  | Tigre               |
| Figueirense   | Florianópolis  | 5º                 | Orlando Scarpelli                   | 14 Títulos (Último em 2006) | Furacão do Estreito |
| Guarani       | Palhoça        | 7º                 | Renato Silveira*                    | ---                         | Bugre               |
| Joinville     | Joinville      | 11º, 1º (Especial) | Arena Joinville                     | 12 Títulos 2001)            | JEC                 |
| Juventus      | Jaraguá do Sul | 6º                 | João Marcatto                       | ---                         | Moleque Travesso    |
| Marcílio Dias | Itajaí         | 10º                | Hercílio Luz                        | 1963                        | Marinheiro          |
| Metropolitano | Blumenau       | 8º                 | Complexo Esportivo Bernardo Werner* | ---                         | Metrô               |

*Tais estádios não foram utilizados no início do Campeonato por reformas 

## Fórmula de Disputa

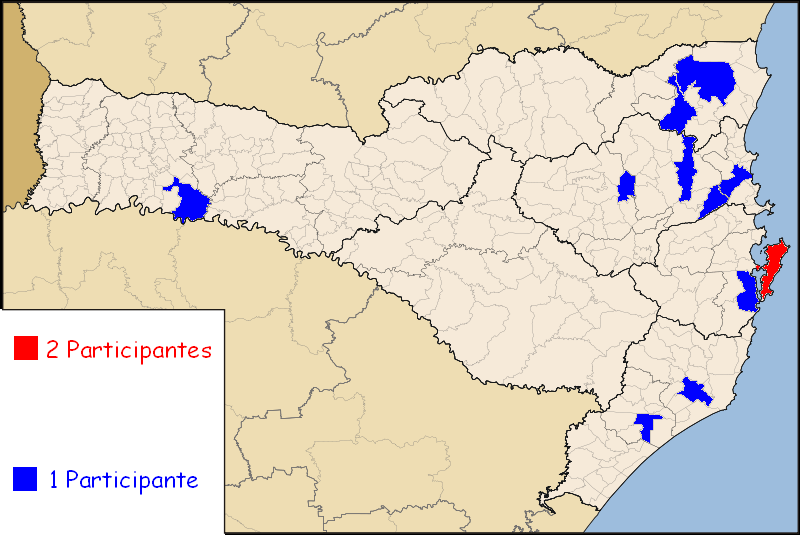
Mapa dos municípios participantes da Primeira Divisão

Os 12 participantes jogaram em grupo único, onde disputaram 2 turnos todos contra todos. O turno conteve as partidas de ida e o returno as de volta, sendo que, ao começar o returno, os pontos foram zerados. O vencedor de cada turno (os que somarão mais pontos) foi classificado para a fase final. Nesta fase os dois clubes jogaram partidas de ida e volta e aquele que apresentou mais pontos na fase final, independente do saldo de gols, foi declarado Campeão Catarinense de 2008, se houve empate de pontos, o segundo jogo teve uma prorrogação de 30 minutos com o placar zerado e se esta não resolveu, o campeonato seria disputado nos pênaltis. Se o campeão ao turno fosse o mesmo do returno, não haveria fase final e este seria declarado campeão. Os 3 clubes que apresentarem a menor pontuação no campeonato inteiro (Pontos do Turno + Pontos do Returno) caíram para a Divisão Especial de 2008. O campeão geral foi classificado para a Série C do campeonato brasileiro de 2008, se este já está classificado para as séries A, B ou C, o vice-campeão classificar-se-ia, caso este também já estivesse, a vaga seria repassada para o 3º colocado (o que somar mais pontos nos 2 turnos, além do campeão e vice) e assim por diante. O campeão e o vice-campeão foram classificados para a Copa do Brasil de 2009, caso um destes esteja classificado à Libertadores de 2009, a vaga foi repassada para o próximo colocado do campeonato.

## Critérios de Desempate
- Número de vitórias
- Saldo de gols
- Gols pró
- Confronto direto
- Sorteio

## Turno
A 1ª Fase do campeonato foi definida pela alternância entre Criciúma e Avaí na liderança do campeonato até a última rodada, quando o Figueirense, que sempre esteve próximo dos líderes, foi campeão. O Avaí manteve a vantagem na maior parte, contudo, no final, a derrota no clássico de 3x0 para o Figueirense em plena Ressacada; o "tropeço", em casa, por 3x2 para a atual campeã, Chapecoense, após estar ganhando de 2x0 e a perda na última rodada para o tigre por 1 x 0 no Estádio Heriberto Hülse acabaram com as esperanças avaianas, ficando com o modesto 3º lugar. O clube do sul do estado não aproveitou, além de ter perdido para o Figueirense e empatado com o Joinville no início do campeonato, o "Tigre" tropeçou no final, empatando com o Atlético Tubarão em casa (Na estreia em seu estádio) e perdendo para o Guarani de Palhoça. O título ficou com o Figueirense, o alvinegro venceu todos os clássicos e se manteve invicto na competição, mas os empates com alguns clubes pequenos o afastaram da liderança durante o campeonato, só assumindo-a na última rodada. O Joinville começou bem, mas depois de perder para o Avaí por 3 a 0 fora de casa, não ganhou mais nenhuma. A atual campeã, Chapecoense começou pessimamente, ficando por várias rodadas na lanterna, entretanto, recuperou-se e terminou em 6º. A surpresa do turno foi o Metropolitano que, após perder os 2 primeiros jogos, se manteve invicto até a última rodada, derrotando a Chapecoense, empatando com o Avaí e Figueirense, o primeiro em casa e o segundo fora.

### Classificação
| 1 | Figueirense         | 25 | 11 | 7 | 4 | 0 | 28 | 13 | +15 |
| 2 | Criciúma            | 23 | 11 | 7 | 2 | 2 | 26 | 16 | +10 |
| 3 | Avaí                | 22 | 11 | 7 | 1 | 3 | 29 | 11 | +18 |
| 4 | Metropolitano       | 21 | 11 | 6 | 3 | 2 | 24 | 19 | +5  |
| 5 | Guarani             | 16 | 11 | 4 | 3 | 4 | 13 | 19 | -6  |
| 6 | Chapecoense         | 14 | 11 | 4 | 3 | 4 | 20 | 18 | +2  |
| 7 | Marcílio Dias       | 13 | 11 | 4 | 1 | 6 | 13 | 14 | -1  |
| 8 | Atlético de Ibirama | 13 | 11 | 3 | 4 | 4 | 14 | 17 | -3  |
| 9 | Joinville           | 11 | 11 | 3 | 2 | 6 | 10 | 15 | -5  |
| 10 | Juventus            | 9  | 11 | 2 | 3 | 6 | 12 | 30 | -18 |
| 11 | Brusque             | 8  | 11 | 1 | 5 | 5 | 14 | 22 | -8  |
| 12 | Atlético Tubarão    | 6  | 11 | 0 | 6 | 5 | 22 | 31 | -9  |
| PG - pontos ganhos; J - jogos; V - vitórias; E - empates; D - derrotas; GP - gols pró; GC - gols contra; SG - saldo de gols |                     |    |    |   |   |   |    |    |     |

### Tabela de Jogos

#### Primeira Rodada (Abertura)
| 16 de janeiro de 2008 20:30 | Chapecoense | 1 – 1  | Atlético de Ibirama | Estádio Índio Condá, Chapecó   |
|                             | Tiago 44'   | Súmula | Haroldo 62'         | Árbitro: Luis Orlando de Souza |

| 16 de janeiro de 2008 20:30 | Brusque                      | 2 – 0  | Metropolitano | Estádio Augusto Bauer, Brusque       |
|                             | Catê 5' (pen) · Paulinho 64' | Súmula |               | Árbitro: Edmundo Alves do Nascimento |

| 16 de janeiro de 2008 21:00 | Marcílio Dias | 0 – 1  | Criciúma       | Estádio Hercílio Luz, Itajaí        |
|                             |               | Súmula | Jean Coral 62' | Árbitro: Wagner Tardelli de Azevedo |

#### Segunda Rodada
| 18 de janeiro de 2008 20:30 | Avaí                                                            | 5 – 0  | Guarani de Palhoça | Estádio da Ressacada, Florianópolis           |
|                             | Bebeto 36' · Vandinho 45' · Rafael Costa 57', 75' · Batista 77' | Súmula |                    | Público: 6,157 Árbitro: Marco Antonio Martins |

| 19 de janeiro de 2008 20:30 | Marcílio Dias    | 1 – 0  | Tubarão | Estádio Hercílio Luz, Itajaí     |
|                             | Luís Ricardo 14' | Súmula |         | Árbitro: José Nazareno Marcelino |

| 19 de janeiro de 2008 20:30 | Metropolitano  | 1 – 4  | Criciúma                                              | Estádio Augusto Bauer, Brusque  |
|                             | Fábio Buda 88' | Súmula | Beto 19' · Uendel 24' · Jean Coral 53' · Leomir 90+1' | Árbitro: Paulo Henrique Bezerra |

| 20 de janeiro de 2008 16:00 | Atlético de Ibirama | 1 – 1  | Brusque      | Estádio da Baixada, Ibirama |
|                             | Marcelo Régis 44'   | Súmula | Paulinho 24' | Árbitro: Célio Amorim       |

| 20 de janeiro de 2008 16:00 | Joinville | 0 – 1  | Figueirense           | Arena, Joinville                                    |
|                             |           | Súmula | Wellington Amorim 17' | Público: 13,043 Árbitro: Wagner Tardelli de Azevedo |

| 20 de janeiro de 2008 16:00 | Juventus de Jaraguá | 1 – 0  | Chapecoense | Estádio João Marcatto, Jaraguá do Sul |
|                             | Marlinho 36'        | Súmula |             | Árbitro: José Acácio da Rocha         |

#### Terceira Rodada
| 22 de janeiro de 2008 20:30 | Criciúma           | 1 – 0  | Atlético de Ibirama | Estádio Domingos Gonzales, Tubarão   |
|                             | Willian Amaral 54' | Súmula |                     | Árbitro: Edmundo Alves do Nascimento |

| 22 de janeiro de 2008 20:30 | Avaí                       | 2 – 1  | Marcílio Dias    | Estádio da Ressacada, Florianópolis                            |
|                             | Rafael 13' · Batista 90+2' | Súmula | Luís Ricardo 69' | Público: 4,954 (4,066 pagantes) Árbitro: Luiz Orlando de Souza |

| 23 de janeiro de 2008 20:30 | Tubarão                     | 2 – 2  | Metropolitano            | Estádio Domingo Gonzales, Tubarão |
|                             | Carlinhos 24' · Emanuel 53' | Súmula | Rafael 79' · Cascata 86' | Árbitro: Mauro de Lima            |

| 23 de janeiro de 2008 20:30 | Brusque        | 1 – 1  | Juventus de Jaraguá | Estádio Augusto Bauer, Brusque  |
|                             | André Luís 16' | Súmula | Jaime 10'           | Árbitro: João Fernando da Silva |

| 23 de janeiro de 2008 21:00 | Chapecoense | 1 – 2  | Joinville                     | Estádio Índio Condá, Chapecó |
|                             | Augusto 15' | Súmula | Alex Sandro 3' · Vinícius 62' | Árbitro: Célio Amorim        |

| 24 de janeiro de 2008 20:30 | Guarani de Palhoça | 0 – 0  | Figueirense | Estádio da Ressacada, Florianópolis |
|                             |                    | Súmula |             | Árbitro: Paulo Henrique Bezerra     |

#### Quarta Rodada
| 25 de janeiro de 2008 20:30 | Juventus de Jaraguá | 0 – 2  | Criciúma                 | Estádio João Marcatto, Jaraguá do Sul |
|                             |                     | Súmula | Patrick 19' · Uendel 21' | Árbitro: Célio Amorim                 |

| 26 de janeiro de 2008 16:00 | Joinville                                  | 3 – 1  | Brusque  | Arena, Joinville                                                |
|                             | Vinícius 12' · Thiago Cavalcanti 48' · 71' | Súmula | Eber 24' | Público: 8,386 (6,892 pagantes) Árbitro: Paulo Henrique Bezerra |

| 26 de janeiro de 2008 16:00 | Atlético de Ibirama             | 2 – 1  | Tubarão     | Estádio da Baixada, Ibirama    |
|                             | Marcelo Régisus 11' · Jessé 48' | Súmula | Emanuel 40' | Árbitro: Marco Antonio Martins |

| 27 de janeiro de 2008 16:00 | Metropolitano                                       | 3 – 3  | Avaí                                   | Estádio Augusto Bauer, Brusque   |
|                             | Leandrinho 19' · Fábio Buda 34' · Kléber Goiano 60' | Súmula | Vandinho 14' · Bebeto 32' · Válber 82' | Árbitro: José Nazareno Marcelino |

| 27 de janeiro de 2008 17:00 | Marcílio Dias   | 1 – 2  | Guarani de Palhoça             | Estádio Hercílio Luz, Itajaí        |
|                             | Michel Nunes 8' | Súmula | Sandro Silva 23' · Rodolfo 77' | Árbitro: Iolando Marciano Rodrigues |

| 27 de janeiro de 2008 20:30 | Figueirense                              | 2 – 1  | Chapecoense | Estádio Orlando Scarpelli, Florianópolis            |
|                             | Bruno Santos 10' · Wellington Amorim 40' | Súmula | Cadu 27'    | Público: 5,909 Árbitro: Edmundo Alves do Nascimento |

#### Quinta Rodada
| 29 de janeiro de 2008 20:30 | Avaí                                                        | 6 – 0  | Atlético de Ibirama | Estádio da Ressacada, Florianópolis |
|                             | Vandinho 40', 70', 77', 83' · Cássio 45+2' · Marquinhos 55' | Súmula |                     | Árbitro: João Fernando da Silva     |

| 29 de janeiro de 2008 20:30 | Criciúma | 1 – 1  | Joinville    | Estádio Domingos Gonzales, Tubarão  |
|                             | Beto 73' | Súmula | Vinícius 58' | Árbitro: Wagner Tardelli de Azevedo |

| 30 de janeiro de 2008 20:30 | Marcílio Dias    | 1 – 4  | Metropolitano                                               | Estádio Hercílio Luz, Itajaí         |
|                             | Luís Ricardo 57' | Súmula | Fábio Buda 12' · Jean Carlos 47' · Rafael 61' · Morisco 76' | Árbitro: Edmundo Alves do Nascimento |

| 30 de janeiro de 2008 20:30 | Guarani de Palhoça | 0 – 3  | Chapecoense                    | Estádio da Ressacada, Florianópolis |
|                             |                    | Súmula | Téio 45+1', 73' · Santos 90+1' | Árbitro: Luiz Orlando de Souza      |

| 30 de janeiro de 2008 20:30 | Tubarão                                                | 4 – 4  | Juventus de Jaraguá                        | Estádio Domingos Gonzales, Tubarão |
|                             | Ricardo 14' · Anderson 41' · Fabrício 58' · Valter 74' | Súmula | Palácio 46' · Marlon 48', 71' · Valter 89' | Árbitro: Jefferson Schmidt         |

| 30 de janeiro de 2008 21:00 | Brusque                        | 2 – 2  | Figueirense                           | Estádio Augusto Bauer, Brusque |
|                             | Arley 42' · Juninho Laguna 53' | Súmula | Wellington Amorim 39' · Edu Sales 46' | Árbitro: José Acácio da Rocha  |

#### Sexta Rodada
| 3 de Fevereiro de 2008 16:00 | Atlético de Ibirama | 0 – 0  | Marcílio Dias | Estádio da Baixada, Ibirama    |
|                              |                     | Súmula |               | Árbitro: Luiz Orlando de Souza |

| 3 de Fevereiro de 2008 16:00 | Joinville                                   | 3 – 1  | Tubarão      | Arena, Joinville              |
|                              | Vinícius 30'' · Alexandro 13' · Renaldo 59' | Súmula | Carlinhos 7' | Árbitro: José Acácio da Rocha |

| 3 de Fevereiro de 2008 16:00 | Figueirense                                               | 4 – 2  | Criciúma            | Estádio Orlando Scarpelli, Florianópolis |
|                              | Edu Sales 3', 14' · Marquinho 56' · Marquinhos Júnior 89' | Súmula | Jael 67' · Beto 76' | Árbitro: Célio Amorim                    |

| 3 de Fevereiro de 2008 16:00 | Metropolitano                                | 3 – 1  | Guarani de Palhoça | Estádio Augusto Bauer, Brusque |
|                              | Rafael 42' · Jean Carlo 70' · Vitor Hugo 90' | Súmula | Willian 58'        | Árbitro: Mauro de Lima         |

| 3 de Fevereiro de 2008 16:00 | Chapecoense                                 | 4 – 2  | Brusque                         | Estádio Índio Condá, Chapecó |
|                              | Everton 12' · Augusto 19' · Cadu 31', 90+4' | Súmula | Juninho Laguna 30' · Xipote 84' | Árbitro: Jefferson Schmidt   |

| 3 de Fevereiro de 2008 16:00 | Juventus de Jaraguá | 0 – 4  | Avaí                                    | Estádio João Marcatto, Jaraguá do Sul |
|                              |                     | Súmula | Vandinho 26', 42', 62' · Marquinhos 33' | Árbitro: Wagner Tardelli de Azevedo   |

#### Sétima Rodada
| 6 de Fevereiro de 2008 17:00 | Guarani de Palhoça | 0 – 0  | Brusque | Estádio da Ressacada, Florianópolis |
|                              |                    | Súmula |         | Árbitro: Iolando Marciano Rodrigues |

| 6 de Fevereiro de 2008 21:00 | Tubarão                                    | 3 – 3  | Figueirense                                | Estádio Domingos Gonzales, Tubarão |
|                              | Arílson 18' · Carlinhos 58' · Anderson 82' | Súmula | Bruno Santos 46' · Cleiton Xavier 78', 90' | Árbitro: João Fernando da Silva    |

| 7 de Fevereiro de 2008 21:45 | Marcílio Dias                                                                  | 5 – 0  | Juventus de Jaraguá | Estádio Hercílio Luz, Itajaí |
|                              | Barbiéri 36' (pen) · Dauri 38', 58' · Márcio Alcides 69' · Felipe Oliveira 81' | Súmula |                     | Árbitro: Mauro de Lima       |

| 7 de Fevereiro de 2008 21:45 | Avaí                          | 3 – 0  | Joinville | Estádio da Ressacada, Florianópolis  |
|                              | Bebeto 31', 68' · Batista 79' | Súmula |           | Árbitro: Edmundo Alves do Nascimento |

| 7 de Fevereiro de 2008 21:45 | Criciúma                    | 3 – 1  | Chapecoense | Estádio Orlando Scarpelli, Florianópolis |
|                              | Beto 14', 89' · Valdeir 71' | Súmula | Geílson 77' | Árbitro: José Acácio da Rocha            |

| 8 de Fevereiro de 2008 17:00* | Metropolitano               | 2 – 1* | Atlético de Ibirama | Estádio Augusto Bauer, Brusque   |
|                               | Leandrinho 27' · Maicon 55' | Súmula | Marcelo Régis 5'    | Árbitro: José Nasareno Marcelino |

#### Oitava Rodada
| 10 de Fevereiro de 2008 16:00 | Juventus de Jaraguá        | 2 – 4  | Metropolitano                                                    | Estádio João Marcatto, Jaraguá do Sul |
|                               | Ramazotti 15' · Marlon 52' | Súmula | Leandrinho 12' · Fabio Buda 35' · Marcelo Costa 79' · Rafael 81' | Árbitro: Jeferson Schmidt             |

| 10 de Fevereiro de 2008 16:00 | Avaí | 0 – 3  | Figueirense                                     | Estádio da Ressacada, Florianópolis                     |
|                               |      | Súmula | Fernandes 63' · Edu Sales 83' · Alexandre 90+3' | Público: 12,204 (11,104 pagantes) Árbitro: Célio Amorim |

| 10 de Fevereiro de 2008 16:00 | Joinville | 0 – 1  | Marcílio Dias      | Arena, Joinville               |
|                               |           | Súmula | Márcio Alcides 59' | Árbitro: Luiz Orlando de Souza |

| 10 de Fevereiro de 2008 18:10 | Brusque                        | 2 – 5  | Criciúma                                                     | Estádio Augusto Bauer, Brusque      |
|                               | Arley 63' · Juninho Laguna 70' | Súmula | Jean Coral 7' · Uendel 9' · Jael 25' · Carlos 75' · Beto 84' | Árbitro: Wagner Tardelli de Azevedo |

| 10 de Fevereiro de 2008 18:10 | Atlético de Ibirama      | 2 – 1  | Guarani de Palhoça | Estádio da Baixada, Ibirama   |
|                               | Joílson 10' · Doriva 37' | Súmula | Leandro 12'        | Árbitro: José Acácio da Rocha |

| 10 de Fevereiro de 2008 18:30 | Chapecoense               | 2 – 2  | Tubarão                 | Estádio Índio Condá, Chapecó         |
|                               | Anchieta 11' · Santos 49' | Súmula | Tiago 17' · Ricardo 21' | Árbitro: Carlos Eduardo Vieira Arêas |

#### Primeira Rodada (Fechamento)
| 13 de Fevereiro de 2008 20:30 | Guarani de Palhoça          | 2 – 1  | Joinville      | Estádio da Ressacada, Florianópolis |
|                               | Alexandre 82' · Kaimi 90+3' | Súmula | Alexsandro 13' | Árbitro: José Nazareno Marcelino    |

| 13 de Fevereiro de 2008 21:00 | Figueirense                                     | 5 – 1  | Juventus de Jaraguá | Estádio Orlando Scarpelli, Florianópolis               |
|                               | Bruno Santos 31', 38' · Edu Sales 41', 66', 79' | Súmula | André Freitas 13'   | Público: 6,044 (5,771 pagantes) Árbitro: Mauro de Lima |

| 13 de Fevereiro de 2008 21:00 | Tubarão | 0 – 3  | Avaí                                       | Estádio Domingos Gonzales, Tubarão                            |
|                               |         | Súmula | Batista 10' · Marquinhos 74' · Juliano 89' | Público: 1,025 (778 pagantes) Árbitro: João Fernando da Silva |

#### Nona Rodada
| 16 de Fevereiro de 2008 20:30 | Figueirense          | 1 – 1  | Metropolitano | Estádio Orlando Scarpelli, Florianópolis                             |
|                               | Cleiton Xavier 90+3' | Súmula | Aldrovani 90' | Público: 6,402 (6,081 pagantes) Árbitro: Edmundo Alves do Nascimento |

| 17 de Fevereiro de 2008 16:00 | Joinville | 0 – 0  | Atlético de Ibirama | Arena, Joinville                                               |
|                               |           | Súmula |                     | Público: 3,421 (2,460 pagantes) Árbitro: Marco Antonio Martins |

| 17 de Fevereiro de 2008 16:00 | Juventus de Jaraguá | 0 – 0  | Guarani de Palhoça | Estádio João Marcatto, Jaraguá do Sul |
|                               |                     | Súmula |                    | Árbitro: Wagner Tardelli de Azevedo   |

| 17 de Fevereiro de 2008 17:00 | Chapecoense         | 2 – 0  | Marcílio Dias | Índio Condá, Chapecó             |
|                               | Éder 50' · Téio 58' | Súmula |               | Árbitro: José Nasareno Marcelino |

| 17 de Fevereiro de 2008 20:30 | Criciúma                                 | 4 – 4  | Tubarão                                                | Estádio Heriberto Hülse, Criciúma |
|                               | Beto 39' · Jael 46', 83' · Uendel 90+3'. | Súmula | Emanuel 5' · Ricardo 24' · Marquinhos 46' · Samuel 71' | Árbitro: Célio Amorim             |

| 18 de Fevereiro de 2008 20:30 | Brusque | 0 – 1  | Avaí         | Estádio Augusto Bauer, Brusque      |
|                               |         | Súmula | Vandinho 85' | Árbitro: Wagner Tardelli de Azevedo |

#### Décima Rodada
| 20 de Fevereiro de 2008 20:30 | Metropolitano | 1 – 0  | Joinville | Estádio Augusto Bauer, Brusque |
|                               | Joaquim 90+2' | Súmula |           | Árbitro: Célio Amorim          |

| 20 de Fevereiro de 2008 20:30 | Atlético de Ibirama                                                 | 5 – 0  | Juventus de Jaraguá | Estádio da Baixada, Ibirama         |
|                               | Vitor Hugo 6' · Ricardo 52' · Diego 72' · Julinho 77' · Fabiano 40' | Súmula |                     | Árbitro: Iolando Marciano Rodrigues |

| 20 de Fevereiro de 2008 21:45 | Guarani de Palhoça                         | 3 – 2  | Criciúma              | Estádio Orlando Scarpelli, Florianópolis |
|                               | Alexandre Acerola 56' · Robinho 72', 90+4' | Súmula | Jael 78' · Mateus 87' | Árbitro: João Fernando da Silva          |

| 20 de Fevereiro de 2008 21:45 | Avaí                           | 2 – 3  | Chapecoense               | Estádio da Ressacada, Florianópolis                            |
|                               | Zé Rodolfo 1' · Marquinhos 56' | Súmula | Cadu 68', 84' · Dalmo 86' | Público: 7,753 (5,844 pagantes) Árbitro: Luiz Orlando de Souza |

| 20 de Fevereiro de 2008 21:00** | Marcílio Dias   | 1 – 3** | Figueirense                                                  | Estádio Hercílio Luz, Itajaí  |
|                                 | Dauri 37' (pen) | Súmula  | Edu Sales 11' · Cleiton Xavier 33' (pen) · Luiz Henrique 90' | Árbitro: José Acácio da Rocha |

| 21 de Fevereiro de 2008 20:30*** | Tubarão                                         | 3 – 3*** | Brusque                                   | Estádio Domingos Gonzales, Tubarão |
|                                  | Rodrigo Romão 38' · Ricardo 75' · Carlinhos 87' | Súmula   | Paulinho 20' · Juninho Laguna 46', 90+25' | Árbitro: Mauro de Lima             |

#### Décima Primeira Rodada
| 24 de Fevereiro de 2008 16:00 | Figueirense                                                          | 4 – 2  | Atlético de Ibirama        | Estádio Orlando Scarpelli, Florianópolis              |
|                               | Edu Sales 3' · Cleiton Xavier 31' (pen), 66' · Wellington Amorim 42' | Súmula | Rogélio 26' · Leandrão 82' | Público: 9,515 (9,156 pagantes) Árbitro: Célio Amorim |

| 24 de Fevereiro de 2008 16:00 | Criciúma | 1 – 0  | Avaí | Estádio Heriberto Hülse, Criciúma                                   |
|                               | Jael 25' | Súmula |      | Público: 6,303 (5,920 pagantes) Árbitro: Wagner Tardelli de Azevedo |

| 24 de Fevereiro de 2008 16:00 | Juventus de Jaraguá                    | 3 – 0  | Joinville | Estádio João Marcatto, Jaraguá do Sul |
|                               | Acácio 65' · Maciel 83' · Marlon 90+3' | Súmula |           | Árbitro: José Acácio da Rocha         |

| 24 de Fevereiro de 2008 18:00 | Chapecoense         | 2 – 3  | Metropolitano                             | Estádio Índio Condá, Chapecó   |
|                               | Cadu 3' · Santos 7' | Súmula | Leandrinho 17' · Maicon 37' · Fabinho 77' | Árbitro: Marco Antonio Martins |

| 24 de Fevereiro de 2008 18:30 | Brusque | 0 – 2  | Marcílio Dias              | Estádio Augusto Bauer, Brusque       |
|                               |         | Súmula | Michel 34' · Claudemir 75' | Árbitro: Edmundo Alves do Nascimento |

| 24 de Fevereiro de 2008 18:30 | Tubarão                     | 2 – 4  | Guarani de Palhoça                                           | Estádio Domingos Gonzales, Tubarão   |
|                               | Carlinhos 37' · Orlando 56' | Súmula | Alexandre Acerola 24', 82' · Rodrigo Couto 39' · Robinho 90' | Árbitro: Edmundo Alves do Nascimento |

* Partida iniciada quinta-feira, à noite, quando acabou a luz no estádio, aos 24 minutos do primeiro tempo, sendo o placar: 1 a 0 para o Atlético de Ibirama. Na sexta-feira, às 17:00, a partida recomeçou a partir dos 24 minutos ("Falta de luz adia jogo em Brusque"). 
** Partida iniciada quarta-feira, às 21:00, quando acabou luz no estádio, durante um escanteio para o clube da capital, aos 10 minutos do segundo tempo, sendo o placar: 2 a 1 para o Figueirense. Na quinta-feira, às 20:30, a partida recomeçou aos 10 minutos na cobrança de escanteio ("Figueira vence, mas jogo não acaba"). 
***  Logo depois do segundo gol do Brusque, acabou a luz no estádio, recomeçando o jogo 19 minutos depois .

## Returno
A 2ª Fase do Campeonato foi definida pelo duelo pela liderança entre o Criciúma e os times da capital, sendo que nas primeiras rodadas, o Figueirense era o candidato e nas últimas, o Avaí. Quem conquistou, no final, foi o "Tigre", que derrotou o clube alvinegro, em casa, por 3 a 1 e empatou, fora de casa, com a equipe avaiana por 1 a 1. Outro destaque foi a briga para fugir do rebaixamento entre Brusque, Guarani, Juventus, Joinville e Atlético Tubarão. Quem escapou foram os dois últimos.
O time do sul do estado foi campeão de forma invicta e manteve uma ótima campanha durante todo o returno, só tropeçando contra o Atlético de Ibirama e com o Atlético Tubarão, ao empatar com ambos, jogando fora de Criciúma.
O Figueirense, campeão do turno, perdeu a invencibilidade no campeonato, logo na primeira rodada, para o Juventus de Jaraguá do Sul. Esse resultado não abalou a equipe da capital, pois realizou várias goleadas, assumindo a liderança, sendo o grande favorito. A boa fase terminou ao ser derrotado, nos clássicos pela equipe criciumense, fora de casa e pelo arquirrival, Avaí, em pleno Estádio Orlando Scarpelli, quebrando um tabu de 20 anos sem perder, em casa, para os "Leões da Ilha", no estadual. Para completar, o clube perdera a chance de disputar o segundo jogo da final no seu estádio, ao perder, em Florianópolis, para o Marcílio Dias.
O Avaí começou em crise, empatou com o Atlético Tubarão e com o Metropolitano, na Ressacada; perdeu para o Marcílio Dias, em Itajaí e conquistou uma modesta vitória de 2 a 1 contra o Guarani de Palhoça, em seu estádio, mas com o mando de campo do "Bugre". Após a demissão do técnico Sérgio Ramirez e a entrada do desconhecido Silas, iniciou-se um grande período à equipe da capital, vencendo 6 jogos consecutivos, sem levar um único gol. Dentre eles, destaca-se o resultado de 2 a 0 sobre o rival Figueirense, no estádio dele. O "Leão da Ilha", apesar disso, não conquistou o returno, pois empatou com o Criciúma na Ressacada, na última rodada.
A surpresa do returno foi o Atlético Tubarão, o time de pior campanha do turno. A equipe do sul do estado terminou a 2ª fase na quarta colocação e escapou do rebaixamento, vencendo, além dos confrontos diretos contra os "desesperados", o Atlético de Ibirama, a Chapecoense e empatando com o Avaí e com o Criciúma. O Metropolitano fez uma campanha regular, o suficiente para garantir a vaga à Série C do Campeonato Brasileiro de 2008. O Marcílio Dias apresentou resultados razoáveis, os destaques foram as vitórias em cima dos clubes da capital. O Joinville, ameaçado do rebaixamento, se recuperou nas últimas rodadas e garantiu a permanência na elite catarinense, com antecedência, mas continua decepcionando a torcida, pelo fato de ser uma das equipes mais tradicionais do estado. O Atlético de Ibirama liderou nas primeiras rodadas e depois teve uma queda de nível. A campeã do estado - Chapecoense - também iniciou bem, mas a impossibilidade de conquistar alguma coisa e de rebaixamento, na metade do 2º turno, causaram uma piora no desempenho. O Guarani de Palhoça foi o "lanterninha", fazendo uma péssima campanha, sendo rebaixado na última rodada ao perder para o clube tubaronense. O Juventus realizou o feito de acabar com a invencibilidade do Figueirense e só, após péssimos resultados, a equipe foi rebaixada. O Brusque começou mal e terminou pior ainda, não escapando do rebaixamento.

### Classificação
| 1 | Criciúma            | 25 | 11 | 7 | 4 | 0 | 27 | 12 | +15  |
| 2 | Avaí                | 24 | 11 | 7 | 3 | 1 | 31 | 9  | +22* |
| 3 | Figueirense         | 21 | 11 | 7 | 0 | 4 | 30 | 18 | +12  |
| 4 | Atlético Tubarão    | 18 | 11 | 5 | 3 | 3 | 18 | 15 | +3   |
| 5 | Metropolitano       | 17 | 11 | 5 | 2 | 4 | 19 | 19 | 0    |
| 6 | Joinville           | 16 | 11 | 4 | 4 | 3 | 17 | 16 | +1   |
| 7 | Marcílio Dias       | 16 | 11 | 4 | 4 | 3 | 23 | 24 | -1   |
| 8 | Atlético de Ibirama | 12 | 11 | 3 | 3 | 5 | 16 | 20 | -4*  |
| 9 | Chapecoense         | 10 | 11 | 3 | 1 | 7 | 20 | 26 | -6   |
| 10 | Juventus            | 10 | 11 | 3 | 1 | 7 | 17 | 33 | -16  |
| 11 | Brusque             | 8  | 11 | 2 | 2 | 7 | 13 | 20 | -7   |
| 12 | Guarani             | 6  | 11 | 1 | 3 | 7 | 19 | 33 | -14  |
| PG - pontos ganhos; J - jogos; V - vitórias; E - empates; D - derrotas; GP - gols pró; GC - gols contra; SG - saldo de gols |                     |    |    |   |   |   |    |    |      |

*  O Atlético de Ibirama foi punido pelo cai-cai, realizado no jogo contra o Avaí. Por causa disso, o placar foi alterado de 2 a 0 para 3 a 0. Ver Mais 

### Tabela de Jogos

#### Primeira Rodada
| 27 de Fevereiro de 2008 20:30 | Atlético de Ibirama    | 2 – 0  | Chapecoense | Estádio da Baixada, Ibirama         |
|                               | Marcelo Régis 13', 22' | Súmula |             | Árbitro: Iolando Marciano Rodrigues |

| 27 de Fevereiro de 2008 20:30 | Criciúma                                                | 5 – 1  | Marcílio Dias | Estádio Heriberto Hülse, Criciúma |
|                               | Beto 12', 55' · Jean Coral 44' · Basílio 62' · Jael 89' | Súmula | Claudemir 28' | Árbitro: João Fernando da Silva   |

| 27 de Fevereiro de 2008 20:30 | Joinville                                 | 3 – 1  | Guarani de Palhoça | Arena, Joinville                 |
|                               | Tiago Cavalcanti 8', 20' · Jean Coral 38' | Súmula | Rodolfo 12'        | Árbitro: José Nazareno Marcelino |

| 27 de Fevereiro de 2008 21:00 | Juventus de Jaraguá | 1 – 0  | Figueirense | Estádio João Marcatto, Jaraguá do Sul |
|                               |                     | Súmula | Ivan 87'    | Árbitro: Jefferson Schimidt           |

| 28 de Fevereiro de 2008 20:30 | Metropolitano  | 1 – 1  | Brusque            | Complexo Esportivo, Timbó      |
|                               | Leandrinho 70' | Súmula | Juninho Laguna 50' | Árbitro: Luiz Orlando de Souza |

| 28 de Fevereiro de 2008 21:45 | Avaí           | 1 – 1  | Tubarão     | Estádio da Ressacada, Florianópolis  |
|                               | Marquinhos 44' | Súmula | Emanuel 88' | Árbitro: Carlos Eduardo Vieira Arêas |

#### Segunda Rodada
| 1º de Março, 2008 20:30 | Figueirense                                                         | 4 – 0  | Joinville | Estádio Orlando Scarpelli, Florianópolis                            |
|                         | Cleiton Xavier 26', 70' · Wellington Amorim 49' · Rodrigo Fabri 53' | Súmula |           | Público: 5,246 (4,935 pagantes) Árbitro: Wagner Tardelli de Azevedo |

| 2 de Março de 2008 16:00 | Criciúma                              | 2 – 1  | Metropolitano | Estádio Heriberto Hülse, Criciúma    |
|                          | Jean Coral 14' · Reginaldo Araújo 62' | Súmula | Aldrovani 72' | Árbitro: Edmundo Alves do Nascimento |

| 2 de Março de 2008 16:00 | Tubarão                    | 2 – 2  | Marcílio Dias            | Estádio Domingos Gonzales, Tubarão |
|                          | Carlinhos 27' · Baiano 32' | Súmula | Claudemir 55' (pen), 77' | Árbitro: José Nazareno Marcelino   |

| 2 de Março de 2008 16:00 | Brusque               | 2 – 3  | Atlético de Ibirama                                 | Estádio Augusto Bauer, Brusque |
|                          | Mayer 56' · Arley 77' | Súmula | Marcelo Régis 53' · Joilson 59' · Douglas Silva 97' | Árbitro: Mauro de Lima         |

| 2 de Março de 2008 18:00 | Chapecoense       | 3 – 0  | Juventus de Jaraguá | Estádio Índio Condá, Chapecó |
|                          | Eder 6', 71', 83' | Súmula |                     | Árbitro: Célio Amorim        |

| 2 de Março de 2008 20:30 | Guarani de Palhoça    | 1 – 2  | Avaí                          | Estádio da Ressacada, Florianópolis |
|                          | Alexandre Acerola 71' | Súmula | Marquinhos 13' · Vandinho 18' | Árbitro: Jefferson Schmidt          |

#### Terceira Rodada
| 8 de Março de 2008 16:00 | Atlético de Ibirama | 1 – 1  | Criciúma          | Estádio da Baixada, Ibirama   |
|                          | Douglas 32'         | Súmula | Valdeir 30' (pen) | Árbitro: José Acácio da Rocha |

| 8 de Março de 2008 16:00 | Juventus de Jaraguá           | 2 – 1  | Brusque  | Estádio João Marcatto, Jaraguá do Sul |
|                          | Jefferson 54' · Ramazotti 75' | Súmula | Neno 31' | Árbitro: Edmundo Alves do Nascimento  |

| 8 de Março de 2008 20:30 | Figueirense                                                                                       | 6 – 2  | Guarani de Palhoça         | Estádio Orlando Scarpelli, Florianópolis                       |
|                          | Marquinho 13' · Rodrigo Fabri 19' · Cleiton Xavier 24', 74' · Bruno Santos 57' · César Prates 78' | Súmula | Alexandre Acerola 45', 87' | Público: 5,325 (5,045 pagantes) Árbitro: Luiz Orlando de Souza |

| 9 de Março de 2008 16:00 | Joinville                 | 2 – 2  | Chapecoense         | Arena, Joinville               |
|                          | Maxuel 35' · Marcinho 86' | Súmula | Teio 25' · Eder 27' | Árbitro: Marco Antonio Martins |

| 9 de Março de 2008 16:00 | Metropolitano                                    | 4 – 1  | Tubarão       | Completo Esportivo, Timbó           |
|                          | Aldrovani 32' · Maicon 38' · Leandrinho 48', 76' | Súmula | Carlinhos 31' | Árbitro: Iolando Marciano Rodrigues |

| 9 de Março de 2008 20:30 | Marcílio Dias                                                   | 4 – 3  | Avaí                                            | Estádio Hercílio Luz, Itajaí        |
|                          | Genilson 3' · Michel 31' · Felipe Oliveira 73' · Eder Cecon 88' | Súmula | Bebeto 35' · Juliano 65' · Vandinho 90+4' (pen) | Árbitro: Wagner Tardelli de Azevedo |

#### Quarta Rodada
| 11 de Março de 2008 20:30 | Criciúma                                               | 4 – 1  | Juventus de Jaraguá | Estádio Heriberto Hülse, Criciúma         |
|                           | Cláudio Luiz 20', 38' · Valdeir 54' · Marcelo Rosa 83' | Súmula | Acássio 15'         | Público: 3,614 Árbitro: Jefferson Schmidt |

| 12 de Março de 2008 20:30 | Tubarão                                                      | 4 – 3  | Atlético de Ibirama           | Estádio Domingos Gonzales, Tubarão   |
|                           | Carlinhos 15' · Ricardo 44' · Rodrigo 64' · Jairo Santos 69' | Súmula | Marcelo Régis 34', 54', 90+3' | Árbitro: Edmundo Alves do Nascimento |

| 12 de Março de 2008 20:30 | Brusque   | 1 – 0  | Joinville | Estádio Augusto Bauer, Brusque |
|                           | Arley 49' | Súmula |           | Árbitro: Célio Amorim          |

| 12 de Março de 2008 20:30 | Guarani de Palhoça | 2 – 2  | Marcílio Dias                  | Estádio da Ressacada, Florianópolis |
|                           | Diogo 33', 76'     | Súmula | Genilson 28' · Eder Ceccon 79' | Árbitro: Marco Antonio Martins      |

| 12 de Março de 2008 21:00 | Chapecoense | 1 – 3  | Figueirense                                                   | Estádio Índio Condá, Chapecó  |
|                           | Cadu 16'    | Súmula | Felipe Santana 51' · Welligton Amorim 56' · Rodrigo Fabri 64' | Árbitro: José Acácio da Rocha |

| 13 de Março de 2008 21:45 | Avaí            | 2 – 2  | Metropolitano       | Estádio da Ressacada, Florianópolis |
|                           | Juliano 6', 74' | Súmula | Leandrinho 46', 58' | Árbitro: Luiz Orlando de Souza      |

#### Quinta Rodada
| 15 de Março de 2008 16:00 | Joinville              | 2 – 2  | Criciúma                             | Arena, Joinville               |
|                           | Valdeir 60' · Beto 87' | Súmula | Marcelo Moscatelli 59' · Rodrigo 83' | Árbitro: Luiz Orlando de Souza |

| 15 de Março de 2008 20:30 | Figueirense                                                     | 6 – 4  | Brusque                                                 | Estádio Orlando Scarpelli, Florianópolis |
|                           | Tuta 21', 75', 81' · Wellington Amorim 24', 50' · Léo Matos 42' | Súmula | Léo Maringá 60' · Juninho Laguna 79', 87' · Lorival 89' | Árbitro: João Fernando da Silva          |

| 16 de Março de 2008 16:00 | Atlético de Ibirama | 0 – 2 (3*) | Avaí                       | Estádio da Baixada, Ibirama |
|                           |                     | Súmula     | Batista 35' · Vandinho 49' | Árbitro: Célio Amorim       |

| 16 de Março de 2008 16:00 | Chapecoense                                                              | 6 – 1  | Guarani de Palhoça | Estádio Índio Condá, Chapecó |
|                           | Cadu 3', 41' · Dalmo 14' · Thiago 35' · Willian 38'(contra) · Santos 63' | Súmula | Ailton 90'         | Árbitro: Mauro de Lima       |

| 16 de Março de 2008 16:00 | Metropolitano | 1 – 0  | Marcílio Dias | Complexo Esportivo, Timbó  |
|                           | Pablo 89'     | Súmula |               | Árbitro: Jefferson Schmidt |

| 16 de Março de 2008 16:00 | Juventus de Jaraguá | 2 – 5  | Tubarão                                                             | Estádio João Marcatto, Jaraguá do Sul |
|                           | Delvi 45' · 45+1'   | Súmula | Carlinhos 4', 13', 71' · Marcão 30' (contra) · Robson Simplício 49' | Árbitro: Wagner Tardelli de Azevedo   |

#### Sexta Rodada
| 22 de Março de 2008 20:30 | Avaí                                                                       | 5 – 0  | Juventus de Jaraguá | Estádio da Ressacada, Florianópolis |
|                           | Vandinho 24', 42' (pen) · Batista 35' · Marquinhos 86' · Luiz Fernando 88' | Súmula |                     | Árbitro: José Nasareno Marcelino    |

| 23 de Março de 2008 16:00 | Criciúma                          | 3 – 1  | Figueirense           | Estádio Heriberto Hülse, Criciúma |
|                           | Valdeir 19' · Jean Coral 24', 37' | Súmula | Wellington Amorim 22' | Árbitro: Célio Amorim             |

| 23 de Março de 2008 18:00 | Brusque               | 1 – 3  | Chapecoense                                  | Estádio Augusto Bauer, Brusque |
|                           | Léo Maringá 45' (pen) | Súmula | Everton Cesar 38', 63' (pen) · Gustavo 90+5' | Árbitro: Marco Antonio Martins |

| 23 de Março de 2008 18:30 | Guarani de Palhoça              | 2 – 3  | Metropolitano                             | Estádio da Ressacada, Florianópolis |
|                           | Rodrigo Couto 31' · Rodolfo 60' | Súmula | Aldrovani 22', 28' (pen) · Vitor Hugo 81' | Árbitro: Wagner Tardelli de Azevedo |

| 23 de Março de 2008 20:00 | Tubarão | 0 – 1  | Joinville              | Estádio Domingos Gonzales, Tubarão |
|                           |         | Súmula | Marcelo Moscatelli 26' | Árbitro: José Acácio da Rocha      |

| 2 de Abril**, 2008 15:30 | Marcílio Dias                                        | 3 – 3  | Atlético de Ibirama                                   | Estádio Hercílio Luz, Itajaí         |
|                          | Michel Figueiredo 58' · Vitor 66' · João Rodrigo 67' | Súmula | Antônio Carlos 10' · Maurício 14' · Marcelo Régis 54' | Árbitro: Edmundo Alves do Nascimento |

#### Sétima Rodada
| 26 de Março de 2008 19:30 | Chapecoense                           | 2 – 5  | Criciúma                                           | Estádio Índio Conda, Chapecó         |
|                           | Basílio 31' (contra) · Cadu 75' (pen) | Súmula | Jean Coral 4', 34' · Wescley 41' · Beto 45+1', 80' | Árbitro: Edmundo Alves do Nascimento |

| 26 de Março de 2008 20:30 | Juventus de Jaraguá | 1 – 3  | Marcílio Dias                                  | Estádio João Marcatto, Jaraguá do Sul |
|                           | Edinho 13'          | Súmula | Genilson 67' · Eder Ceccon 81' · Claudemir 82' | Árbitro: Marco Antônio Martins        |

| 26 de Março de 2008 20:30 | Atlético de Ibirama                         | 3 – 1  | Metropolitano | Estádio da Baixada, Ibirama   |
|                           | Leandrão 14' · Marcelo Régis 36' (pen), 67' | Súmula | Aldrovani 30' | Árbitro: José Acácio da Rocha |

| 26 de Março de 2008 20:30 | Brusque   | 1 – 1  | Guarani de Palhoça | Estádio Augusto Bauer, Brusque |
|                           | Arley 63' | Súmula | Edilson 50'        | Árbitro: Luiz Orlando de Souza |

| 26 de Março de 2008 21:00 | Joinville | 0 – 3  | Avaí                                             | Arena, Joinville                |
|                           |           | Súmula | Vandinho 17' (pen) · Wendel 63' · Marquinhos 80' | Árbitro: João Fernando da Silva |

| 27 de Março de 2008 20:30 | Figueirense           | 1 – 0  | Tubarão | Estádio Orlando Scarpelli, Florianópolis |
|                           | Wellington Amorim 13' | Súmula |         | Árbitro: Audilian Richard Sagaz          |

#### Oitava Rodada
| 29 de Março de 2008 18:10 | Criciúma | 1 – 0  | Brusque | Estádio Heriberto Hülse, Criciúma            |
|                           | Beto 44' | Súmula |         | Público: 5,172 Árbitro: João Acácio da Rocha |

| 29 de Março de 2008 20:30 | Guarani de Palhoça        | 2 – 1  | Atlético de Ibirama | Estádio da Ressacada, Florianópolis |
|                           | Edilson 69' · Robinho 76' | Súmula | Joilson 36'         | Árbitro: Jefferson Schmidt          |

| 30 de Março de 2008 15:30 | Marcílio Dias              | 2 – 2  | Joinville                             | Estádio Hercílio Luz, Itajaí        |
|                           | Eder Ceccon 49' · Alex 85' | Súmula | Marcelo Moscatelli 31' · Reinaldo 67' | Árbitro: Wagner Tardelli de Azevedo |

| 30 de Março de 2008 16:00 | Tubarão          | 2 – 1  | Chapecoense | Estádio Domingos Gonzales, Tubarão |
|                           | Ricardo 21', 84' | Súmula | Augusto 29' | Árbitro: Célio Amorim              |

| 30 de Março de 2008 16:00 | Metropolitano                  | 2 – 1  | Juventus de Jaraguá | Complexo Esportivo, Timbó       |
|                           | Kleber Goiano 41' · Maicon 47' | Súmula | Ivan 61'            | Árbitro: Paulo Henrique Bezerra |

| 30 de Março de 2008 16:00 | Figueirense | 0 – 2  | Avaí                        | Estádio Orlando Scarpelli, Florianópolis       |
|                           |             | Súmula | Fabricio 76' · Bebeto 90+4' | Público: 16,653 Árbitro: Luiz Orlando de Souza |

#### Nona Rodada
| 4 de Abril de 2008 20:30 | Avaí                                         | 3 – 0  | Brusque | Estádio da Ressacada, Florianópolis  |
|                          | João Marcelo 1' · Vandinho 80' · Emerson 82' | Súmula |         | Árbitro: Edmundo Alves do Nascimento |

| 5 de Abril de 2008 15:30 | Marcílio Dias                        | 2 – 1  | Chapecoense | Estádio Hercílio Luz, Itajaí   |
|                          | João Rodrigo 24' · Marcelo Lopes 82' | Súmula | Tiago 57'   | Árbitro: Marco Antônio Martins |

| 5 de Abril de 2008 20:30 | Guarani de Palhoça                                                                       | 5 – 5  | Juventus de Jaraguá                                           | Estádio da Ressacada, Florianópolis |
|                          | Adilson 7' · Malzoni 42' · Edilson 50' (pen) · Alexandre Acerola 55' · Ivan 75' (contra) | Súmula | Jaime 10' (pen), 28' · Ramazotti 32' · Deivi 74' · Wilson 80' | Árbitro: Mauro de Lima              |

| 5 de Abril de 2008 20:30 | Tubarão | 0 – 0  | Criciúma | Estádio Domingos Gonzales, Tubarão |
|                          |         | Súmula |          | Árbitro: Luiz Orlando de Souza     |

| 5 de Abril de 2008 16:00 | Atlético de Ibirama | 0 – 0  | Joinville | Estádio da Baixada, Ibirama     |
|                          |                     | Súmula |           | Árbitro: Paulo Henrique Bezerra |

| 5 de Abril de 2008 16:00 | Metropolitano        | 2 – 4  | Figueirense                                                 | Complexo Esportivo, Timbó     |
|                          | Aldrovani 45+1', 54' | Súmula | Tuta 32' · Welligton Amorim 53' · Fernandes 55' · Diogo 79' | Árbitro: José Acácio da Rocha |

#### Décima Rodada
| 13 de Abril de 2008 15:30 | Joinville                | 2 – 0  | Metropolitano | Estádio Hercílio Luz, Itajaí***  |
|                           | Tiago Cavalcanti 5', 18' | Súmula |               | Árbitro: José Nazareno Marcelino |

| 13 de Abril de 2008 16:00 | Figueirense                   | 2 – 3  | Marcílio Dias                               | Estádio Orlando Scarpelli, Florianópolis |
|                           | Cleiton Xavier 71' · Tuta 89' | Súmula | Claudemir 26' · Aldo 30' · Michael 45' 29'' | Árbitro: Wagner Tardelli de Azevedo      |

| 13 de Abril de 2008 16:00 | Chapecoense | 0 – 6  | Avaí                                                | Estádio Índio Condá, Chapecó  |
|                           |             | Súmula | Vandinho 37', 52', 60' · Marquinhos 41' · Bruno 69' | Árbitro: José Acácio da Rocha |

| 13 de Abril de 2008 16:00 | Criciúma                                 | 3 – 2  | Guarani de Palhoça                 | Estádio Heriberto Hülse, Criciúma |
|                           | Jean Coral 3' · Beto 13' · Zé Carlos 84' | Súmula | Alexandre Acerola 40' · Carlão 73' | Árbitro: Jefferson Schmidt        |

| 13 de Abril de 2008 16:00 | Brusque | 0 – 2  | Tubarão                     | Estádio Augusto Bauer, Brusque |
|                           |         | Súmula | Rodrigo 15' · Carlinhos 59' | Árbitro: Célio Amorim          |

| 13 de Abril de 2008 16:00 | Juventus de Jaraguá | 1 – 0  | Atlético de Ibirama | Estádio João Marcatto, Jaraguá do Sul |
|                           | Ramazotti 27'       | Súmula |                     | Árbitro: João Fernando da Silva       |

#### Décima Primeira Rodada
| 15 de Abril de 2008 15:30 | Marcílio Dias | 1 – 2  | Brusque             | Estádio Hercílio Luz, Itajaí    |
|                           | Michael 51'   | Súmula | Tom 64' · Valdo 89' | Árbitro: Audilian Richard Sagaz |

| 17 de Abril de 2008 20:15 | Metropolitano              | 2 – 1  | Chapecoense | Complexo Esportivo, Timbó  |
|                           | Leandrinho 5' · Renato 61' | Súmula | Tiago 88'   | Árbitro: Jefferson Schmidt |

| 19 de Abril de 2008 16:00 | Atlético de Ibirama | 0 – 3  | Figueirense                                        | Estádio da Baixada, Ibirama          |
|                           |                     | Súmula | Alexandre 49' · Alex Junior 62' · Edson Galvão 89' | Árbitro: Edmundo Alves do Nascimento |

| 20 de Abril de 2008 16:00 | Joinville                                                                       | 5 – 1  | Juventus de Jaraguá | Arena, Joinville                                            |
|                           | Renaldo 11' · Paulinho Marília 13' · Marlon 77' · Marcelo Moscatelli 82', 90+1' | Súmula | Edinho 86'          | Público: 620 (355 pagantes) Árbitro: Paulo Henrique Bezerra |

| 20 de Abril de 2008 16:00 | Guarani de Palhoça | 0 – 1  | Tubarão      | Estádio Orlando Scarpelli, Florianópolis |
|                           |                    | Súmula | Carlinhos 4' | Árbitro: Luiz Orlando de Souza           |

| 20 de Abril de 2008 16:00 | Avaí           | 1 – 1  | Criciúma | Estádio da Ressacada, Florianópolis                     |
|                           | Vandinho 45+2' | Súmula | Jael 1'  | Público: 11,092 (10,120 pagantes) Árbitro: Célio Amorim |

*  O Atlético de Ibirama foi punido pelo cai-cai, realizado no jogo contra o Avaí. Por causa disso, o placar foi alterado de 2 a 0 para 3 a 0. Ver Mais 
**  O jogo entre o Marcílio Dias e Atlético de Ibirama foi adiado, visto que os refletores do Estádio Hercílio Luz estavam em processo de corrosão, sendo um perigo aos torcedores. Eles não foram retirados a tempo da data prevista para a partida, tendo a data desta alterada para uma melhor segurança. 
***  O Joinville foi punido pelo Tribunal de Justiça Desportiva, pelo fato de um torcedor do "JEC" ter invadido o gramado da Arena Joinville, no jogo contra o Marcílio Dias, no turno do estadual. A punição foi a perda de um mando de campo para o clube do norte do estado e mais uma multa de R$1000,00. Aquela ocorreu na 10ª rodada do returno, na partida com o Metropolitano, onde estes jogaram no Estádio Hercílio Luz, em Itajaí, considerado um estádio neutro. 

## Classificação Geral
| 1 | Criciúma            | 48 | 22 | 14 | 6 | 2  | 53 | 28 | +25 |
| 2 | Avaí                | 46 | 22 | 14 | 4 | 4  | 60 | 20 | +40 |
| 3 | Figueirense         | 46 | 22 | 14 | 4 | 4  | 58 | 31 | +27 |
| 4 | Metropolitano       | 38 | 22 | 11 | 5 | 6  | 43 | 39 | +4  |
| 5 | Marcílio Dias       | 29 | 22 | 8  | 5 | 9  | 36 | 38 | -2  |
| 6 | Joinville           | 27 | 22 | 7  | 6 | 9  | 27 | 31 | -4  |
| 7 | Atlético de Ibirama | 25 | 22 | 6  | 7 | 9  | 30 | 37 | -7  |
| 8 | Chapecoense         | 24 | 22 | 7  | 3 | 12 | 40 | 44 | -4  |
| 9 | Atlético Tubarão    | 24 | 22 | 5  | 9 | 8  | 40 | 46 | -6  |
| 10 | Guarani             | 21 | 22 | 5  | 6 | 11 | 32 | 52 | -20 |
| 11 | Juventus            | 19 | 22 | 5  | 4 | 13 | 27 | 63 | -36 |
| 12 | Brusque             | 16 | 22 | 3  | 7 | 11 | 27 | 45 | -18 |
| PG - pontos ganhos; J - jogos; V - vitórias; E - empates; D - derrotas; GP - gols pró; GC - gols contra; SG - saldo de gols |                     |    |    |    |   |    |    |    |     |

|  |                                                                                         |
|  | Classificados para a Copa do Brasil de 2009 e à Final do Campeonato Catarinense de 2008 |
|  | Classificados para o Campeonato Brasileiro da Série C 2008                              |
|  | Rebaixados para a Divisão Especial de 2008.                                             |

## Final
A final foi disputada em uma chave com dois times, onde foram realizados dois jogos. O clube que somou mais pontos, independente do saldo de gols, foi declarado Campeão Catarinense de 2008. Se houve um empate de pontos, o jogo foi decidido na prorrogação (com o placar zerado), caso este persistisse, a partida seria definida nos pênaltis.
O primeiro jogo resultou com a vitória do Figueirense por 1 a 0, no Estádio Orlando Scarpelli. O segundo, o Criciúma venceu por 3 a 1, de virada, no Estádio Heriberto Hülse. O campeonato foi definido na prorrogação, com 1 a 0 para o clube da capital. Assim, este consegue o 15º título, dois a mais que o rival Avaí e o primeiro longe de casa. Já a equipe do sul do estado, perde o segundo estadual seguido em seu estádio e continua com nove títulos, 3 a menos que o Joinville.

### Classificação
| 1 | Figueirense | 3 | 2 | 1 | 0 | 1 | 1 |
| 2 | Criciúma    | 3 | 2 | 1 | 0 | 1 | 0 |
| PG - pontos ganhos; J - jogos; V - vitórias; E - empates; D - derrotas; GP - gols pró; GC - gols contra; SG - saldo de gols; PRO - Gols na Prorrogação |             |   |   |   |   |   |   |

|  |                             |
|  | Campeão Catarinense de 2008 |

### Tabela
| Campeão do Turno | Campeão do Returno | Jogo 1 | Jogo 2 | Prorrogação |
| ---------------- | ------------------ | ------ | ------ | ----------- |
| Figueirense      | Criciúma           | 1-0    | 1-3    | 1-0         |

*O Figueirense teve a primeira partida jogada em casa, pois somou menos pontos na classificação geral. 
 Itálico Campeão Catarinense de 2008

### Primeiro Jogo
O primeiro jogo foi disputado no Estádio Orlando Scarpelli, pois o Figueirense somou menos pontos na Classificação Geral. Ambas as equipes vinham desanimadas com resultados anteriores: o clube alvinegro tinha perdido a chance de disputar a segundo jogo com o mando de campo; já o Criciúma, apesar de conquistar o título do returno, fora eliminado da Copa do Brasil, em Criciúma, para o Vasco.
As equipes jogaram em um estádio quase lotado, com cerca de 15.000 pessoas, recorde de público do campeonato. A partida começou com o domínio do time da casa. Isso logo se converteu em um gol, pois aos oito minutos, em uma cobrança de falta de Cleiton Xavier, o Figueirense abriu o placar com Edu Sales, que havia desviado a bola com as costas. Após isso o equilíbrio tomou conta do jogo, quando tinha um perigoso ataque alvinegro, em seguida havia um contra-ataque tricolor. No segundo tempo, quem levava a vantagem era o Criciúma, o "Tigre" atacou a maior parte da etapa final, não empatando por erros fatais e pela competência do goleiro Wilson. No final, o clube mandante partiu para a ofensiva, mas sem resultados. Assim, o espetáculo terminou 1 x 0 para o "Furacão do Estreito", que joga por um empate no Estádio Heriberto Hülse. Um fato curioso é que, o Orlando Scarpelli foi o único local onde o finalista do sul do estado não somou pontos no campeonato, como visitante (perdeu as duas para o Figueirense e uma para o Guarani; venceu a Chapecoense apenas como mandante).

#### Estatísticas
| 27 de Abril de 2008 16:00 | Figueirense  | 1 – 0  | Criciúma | Estádio Orlando Scarpelli, Florianópolis            |
|                           | Edu Sales 8' | Súmula |          | Público: 15,754 Árbitro: Wagner Tardelli de Azevedo |

#### Jogadores
| Figueirense - Wilson - César Prates - Felipe Santana - Asprilla ? Leandro Makelele - Marquinho ? Bruno Perone - Diogo - Cleiton Xavier - Élton ? Rodrigo Fabri - Fernandes - Edu Sales - Wellington Amorim - Treinador: Alexandre Gallo | Criciúma - Zé Carlos - Patric - Cláudio Luiz - Wescley - Uendel - Basílio - Luis André ? Émerson Ávila - Marcelo Rosa ? Adriano - Beto - Jael - Zulu - Treinador: Leandro Machado |

 ? Substituído por

### Segundo Jogo
O segundo jogo foi disputado no Estádio Heriberto Hülse, pois o Criciúma apresentou uma maior pontuação na Classificação Geral. Não havia favoritismo, porque, apesar de o Figueirense ter vencido o primeiro jogo, o tricolor do sul do estado jogava em casa e tivera melhor desempenho no primeiro confronto, mesmo com a derrota. O time alvinegro tinha o desfalque do experiente meia Fernandes, com uma lesão na coxa. Já o "Tigre" estava com o elenco completo.
Recorde de público do campeonato: cerca de 18000 espectadores assistiram à finalíssima do Catarinense. A partida começou equilibrada com poucos lances de perigo. Por volta dos 20 minutos, o clube da casa ameaçou, perigosamente, o goleiro Wilson. O contra-ataque alvinegro foi fatal, um minuto depois do lance anterior, Cleiton Xavier abrira o placar. A partir daí, houve poucos ataques do visitante, pois o domínio era tricolor. O controle do jogo logo resultou no gol de empate: após cobrança de falta de Reginaldo Araújo, Cláudio Luiz cabeceou e marcou. Final da primeira etapa: 1 a 1. No segundo tempo, mais uma vez o domínio era do "Tigre" e, já aos 15 minutos, este virou o placar com Zulu, que estava em posição irregular, mas não vista pelo auxiliar. Em seguida, ambos realizaram ofensivas e quem se deu bem foi, mais uma vez, a equipe mandante. Num lance semelhante ao primeiro gol, Cláudio Luiz fez, novamente, de cabeça e após uma cobrança de falta. Final da segunda etapa: 3 a 1 para o Criciúma. O espetáculo foi para a prorrogação com o placar zerado, pelo fato de não haver critério de saldo de gols e cada time ter vencido uma partida. Os primeiros 15 minutos foram mornos, com poucas chances, o que não ocorreu nos finais. Grandes tentativas marcaram a segunda parte do prologamento e, aos 4 minutos, Bruno Santos, após bela jogada de Cleiton Xavier e Marquinho, furou a zaga adversária e fez o gol que calou o Heriberto Hülse. Os vencedores do segundo turno tentaram reagir, mas a expulsão de Jael e as magníficas defesas do goleiro Wilson, nos 10 últimos minutos, definiram o campeonato. Final da etapa extra: 1 a 0 e o Figueirense foi campeão estadual de Santa Catarina de 2008.

#### Estatísticas
| 4 de Maio de 2008 16:00 | Criciúma                         | (0) 3 – 1 (1) | Figueirense                                 | Estádio Heriberto Hülse, Criciúma             |
|                         | Cláudio Luiz 38', 76' · Zulu 60' | Súmula        | Cleiton Xavier 20' · Bruno Santos 19' (PRO) | Público: 18,532 Árbitro: José Acácio da Rocha |

(0) (1): Gols na Prorrogação

#### Jogadores
| Criciúma - Zé Carlos - Reginaldo Araújo - Wescley - Cláudio Luiz - Uendeul ? Zulu - Basílio - Luís André ? Patric - Marcelo Rosa ? Jean Coral - Valdeir - Jael - Beto - Treinador: Leandro Machado | Figueirense - Wilson - César Prates - Felipe Santana - Asprilla - Anderson Luiz - Diogo - Leandro Makelele - Cleiton Xavier - Elton ? Alex Junior - Edu Sales ? Marquinho - Wellington Amorim ? Bruno Santos - Treinador: Alexandre Gallo |

 ? Substituído por

## Principais Artilheiros
| Gols | Jogador           | Clube               |
| ---- | ----------------- | ------------------- |
| 21   | Vandinho          | Avaí                |
| 14   | Beto              | Criciúma            |
| 13   | Carlinhos         | Tubarão             |
| 12   | Cleiton Xavier    | Figueirense         |
| 12   | Marcelo Régis     | Atlético de Ibirama |
| 12   | Jean Coral        | Criciúma            |
| 12   | Wellington Amorin | Figueirense         |
| 10   | Aldrovani         | Metropolitano       |
| 10   | Cadu              | Chapecoense         |
| 10   | Edu Sales         | Figueirense         |
| 10   | Leandrinho        | Metropolitano       |

## Campeão
| Campeonato Catarinense de 2008 |
| ------------------------------ |
| Figueirense 15º Título         |